# Threave Castle

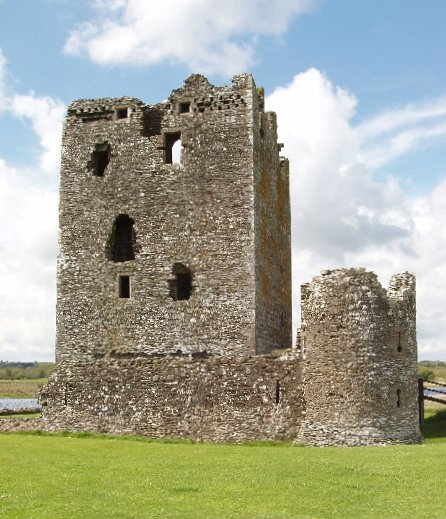
Pohled na Threave Castle

Threave Castle je hrad, který se nachází v jižní části Skotska v oblasti Dumfries a Galloway. Tento hrad stojí nedaleko města Castle Douglas na malém ostrůvku Threave Island obklopen řekou River Dee.

## Historie
Je možné, že Threave Island byl domovem starověkých vládců, kteří panovali v oblasti Galloway. První hrad na tomto ostrůvku byl zřejmě vybudován po roce 1000 jedním z vládců nad Galloway. Záznamy o tomto prvním hradu jsou velice limitované, ale zdá se, že původní hrad byl roku 1308 zničen Edwardem Brucem, bratrem krále Roberta Bruce, který porazil Gallowayce.
V roce 1369 uspěl Archibald (3. hrabě Douglas) nad panstvím v Galloway. Archibald je více známý pod jménem „Archibald the Grim“, které mu dali jeho nepřátelé v Anglii.
Threave Castle byl vybudován Archibaldem roku 1370, aby bránil Galloway před nájezdy z Anglie.
V roce 1440 se 8. hrabě Douglas dostal do konfliktu s králem Jakubem II. Toto způsobilo popravu 6. hraběte Douglase a jeho mladšího bratra. A protože byl král nadšený do dělostřelectva, tak hrabě Douglasových nechal upravit obranu Threave Castle. Toto mělo za následek zničení většiny budov a části samotné věže. Kameny z těchto budov byly použity ke stavbě obranné zdi, která byla okolo ostrova. Většina zdi byla ale zaplavené River Dee a dnes je možné vidět pouze malé části zdi.
21. února 1452 zavraždil Jakub II. 8. hraběte Douglase na zámku Stirling. 9. hrabě Douglas pokračoval v odboji proti Jakubovi II. a v roce 1455 se Jakub II. rozhodl zničit celou rodinu Douglasů.
V roce 1526 se hrad dostal do rukou rodiny Maxwellů (pozdějších hrabat z Nitsdale). Za napoleonských válek byl hrad používaný krátkodobě pro francouzské zajatce, ale už nikdy nebyl znovu obydlen.
V roce 1913 se vlastník Edward Gordon rozhodl věnovat hrad do rukou státu. Dnes je hrad v péči Historical Scotland.

## Exteriér

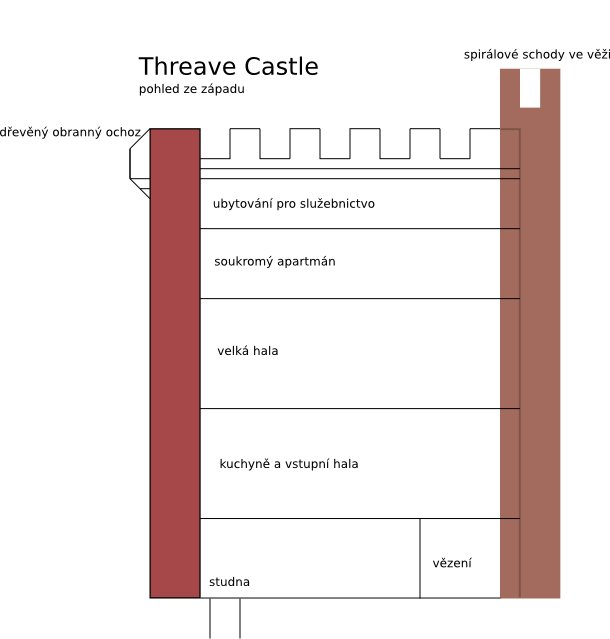
Západní pohled - pravděpodobný interiér

Dnešní pohled na hrad je trochu zavádějící, protože současná hladina vody je nižší. Ostrov v době Archibalda zabíral přibližně jednu třetinu současného ostrova.
Může se zdát, že tento hrad byl na ostrově osamocen. Toto zdání je ale mylné, protože hrad byl obklopen množstvím domů.

## Interiér
Náčrtek zobrazuje pravděpodobný interiér za časů Douglasů. Zdi měli omítku a byla na nich navěšená látka a tapeta. Ve velké hale byla velká okna, která umožňovala dobrý průchod slunci a pěkný pohled na řeku River Dee

## Upozornění pro návštěvníky
Hrad je otevřený od dubna do září v době od 9.30 do 17.30 každý den.
Cena: dospělí £4.00, děti £2.00, zlevněná £3.00. Cena zahrnuje zpáteční převoz lodí.
Pokud cestujete se psem a je horké počasí, tak pravděpodobně nenajdete místo k parkování, které by bylo ve stínu. Vstup se psem do zahrady je ale zakázaný.